# Аренела (Сиракуза)
Аренела је насеље у Италији у округу Сиракуза, региону Сицилија.
Према процени из 2011. у насељу је живело 664 становника. Насеље се налази на надморској висини од 14 м.